# رابرت پرسی داگلاس
رابرت پرسی داگلاس (انگلیسی: Robert Percy Douglas؛ ۲۹ اوت ۱۸۰۵ – ۳۰ سپتامبر ۱۸۹۱ (۸۶ ساله)) فرد نظامی اهل پادشاهی متحد بریتانیای کبیر و ایرلند بود. وی همچنین برندهٔ جوایزی همچون شوالیه (عنوان) شده‌است.